# Koupelna

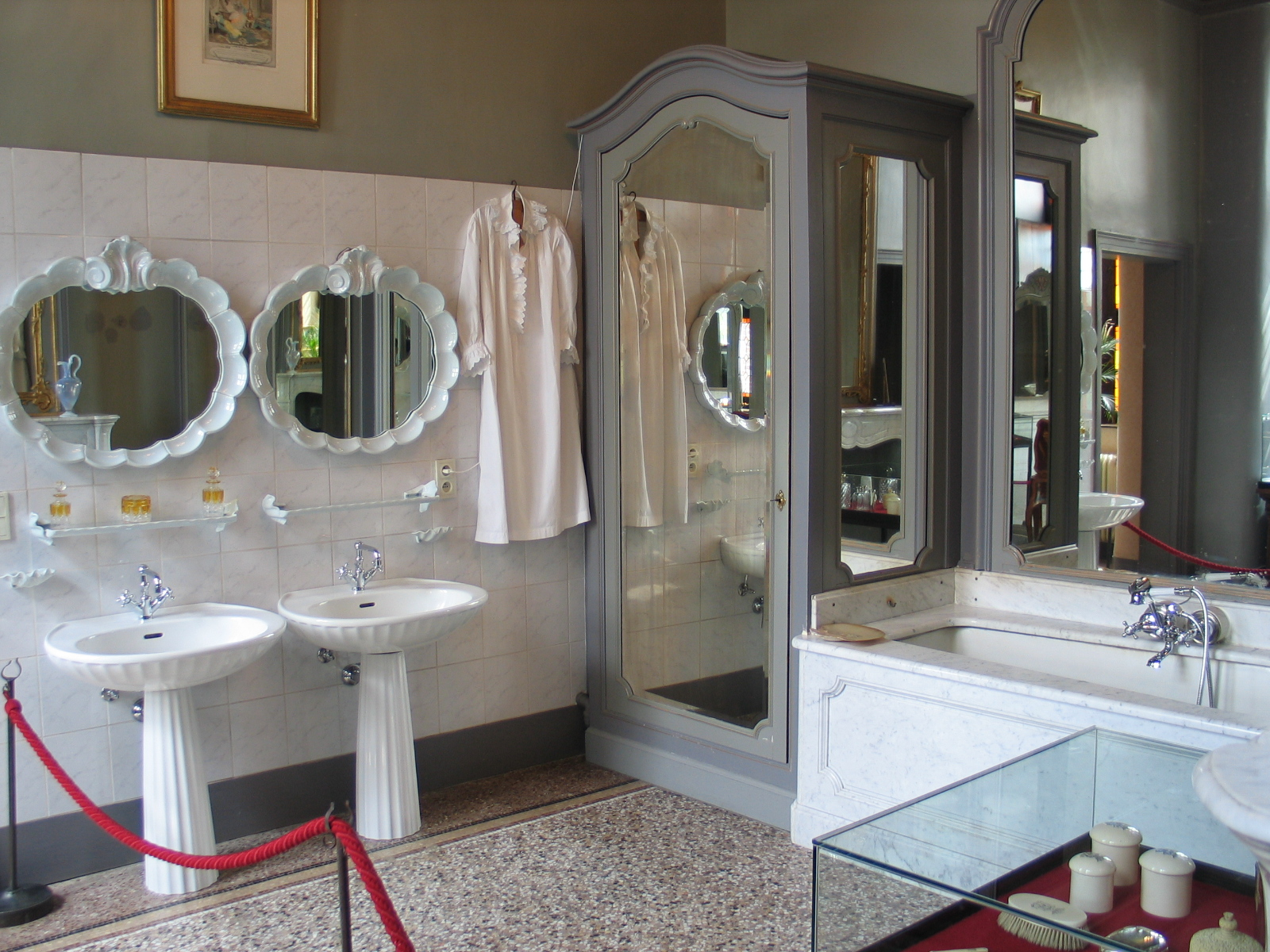
Ukázka staršího typu koupelen

Koupelna je samostatná místnost v bytě, vybavená přívodem a odpadem vody. Samozřejmostí je přívod teplé vody. Je určena pro koupání a mytí. Bývá vybavena vanou nebo sprchovým koutem a umyvadlem se zrcadlem. Někdy je součástí koupelny i záchod a bidet. V mnoha bytech bývá v koupelně umístěna i pračka.
V poslední době i kvůli zmenšujícím se prostorám koupelen ve velkých obytných domech je stále oblíbenější sprchový kout.